# لیندا بای نویشتادت ان در اورلا
لیندا بای نویشتادت ان در اورلا (به آلمانی: Linda bei Neustadt an der Orla) یک شهر در آلمان است که در تورینگن واقع شده‌است. لیندا بای نویشتادت ان در اورلا ۴۱۲ نفر جمعیت دارد.